# Léopold (duc de Bavière)
Pour les articles homonymes, voir Léopold Ier et Léopold IV.
Léopold Ier dit le Généreux (en allemand : der Freigiebige), né vers 1108 et mort le 18 octobre 1141 à Niederalteich, est un prince de la maison de Babenberg, fils du margrave Léopold III d'Autriche et d'Agnès de Franconie. Il fut margrave d'Autriche (sous le nom de Léopold IV) de 1136 et duc de Bavière de 1139 à sa mort.

## Biographie
Léopold est un fils cadet du margrave Léopold III le Pieux et de sa seconde épouse Agnès de Franconie, la sœur de l'empereur Henri V et veuve du duc Frédéric Ier de Souabe. Il était donc apparenté à la dynastie franconienne et à la maison de Hohenstaufen. 
Son père est vénéré comme le fondateur de nombreux monastères dont celui de Klosterneuburg et de Heiligenkreuz ; lorsque la lignée mâle de la dynastie franconienne s'éteignit à la mort de l'empereur Henri V en 1125, il était également l'un des candidats à la succession pour le titre de roi des Romains. Finalement, il avait soutenu la candidature de son beau-fils le duc Frédéric II de Souabe qui avait cependant été défait par Lothaire de Supplinbourg, duc de Saxe. En réponse, le frère cadet de Frédéric, Conrad de Hohenstaufen, se faisait élire antiroi en 1127.

### Margrave d'Autriche
À la mort de son père, en 1136, Léopold  prend le gouvernement sur l'Autriche au titre de margrave Léopold IV. On ignore les raisons pour lesquelles il est préféré à ses frères aînés Adalbert et Henri II Jasomirgott. Plus tard, en 1140, Henri II reçoit en fief le palatinat du Rhin comprenant les territoires héréditaires de la dynastie franconienne.
Le fait le plus connu du court règne de Léopold est le traité de Mautern conclu en 1137 avec l'évêque Réginmar de Passau : l'évêque obtient l'église Saint-Pierre de Vienne, le margrave reçoit des territoires étendus aux alentours de la ville, à l'exception d'un petit territoire à l'extérieur de l'enceinte où doit être construite une nouvelle église paroissiale, la future cathédrale Saint-Étienne.
En 1138, le margrave Léopold épouse Marie, issue de la dynastie des Přemyslides, fille du duc Sobeslav Ier de Bohême et d'Adélaïde de Hongrie.

### Duc de Bavière

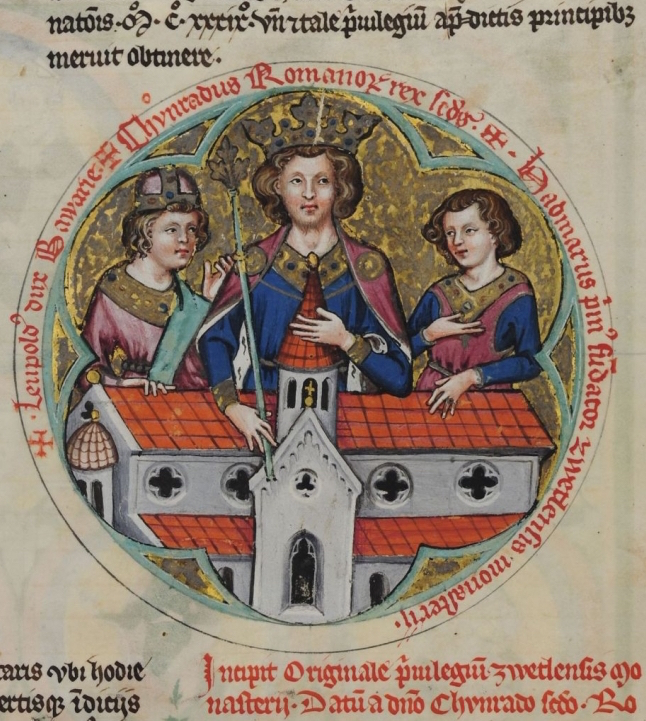
Le duc Léopold, le roi Conrad et son ministériel Hadmar de Kuenring ; extrait d'un mansucrit provenant de l'abbaye de Zwettl (XIVe siècle).

Après le décès de l'empereur Lothaire de Supplinbourg, le 3 décembre 1137, Conrad de Hohenstaufen, demi-frère de Léopold, peut prendre le pouvoir en s'imposant contre son rival le duc Henri le Superbe. Lors des luttes ultérieures contre la dynastie des Welf (maison de Brunswick), le roi accorda le duché de Bavière, ancienne possession de Henri, à Léopold en 1139. 
Le nouveau duc réussit à s'y imposer, soutenu par son frère l'évêque Othon de Freising et par l'archevêque Conrad de Salzbourg. Henri le Superbe mourut le 20 octobre 1139 ; néanmoins, Welf VI, son frère cadet, continuait à se battre pour la reconnaissance des prétentions de son neveu mineur, Henri le Lion. Une défaite des Welf lors d'une bataille au château impérial de Weinsberg le 21 décembre 1140 ne peut résoudre le conflit. 
Le duc meurt subitement quand il se trouve à l'abbaye de Niederaltaich. Son frère Henri II Jasomirgott lui succède en Bavière et en Autriche, lorsque le comte Hermann de Stahleck est inféodé du palatinat du Rhin. En 1156, Henri a dû céder la Bavière à Henri le Lion ; à titre de compensation, son margraviat d'Autriche est élevé au duché héréditaire par le Privilegium Minus.
Léopold est enterré au monastère de Heiligenkreuz fondé par son père. Sa veuve Marie se remariera avec le margrave Hermann III de Bade.

## Sources
- (de) Cet article est partiellement ou en totalité issu de l’article de Wikipédia en allemand intitulé « Leopold IV. (Bayern) » (voir la liste des auteurs).